# Gerd Grubb
Gerd Grubb (født 12. februar 1939 i København) er en dansk matematiker.

## Familie og uddannelse
Gerd er datter af direktør Kjeld Tue Grubb og civilingeniøren Inger Steffensen. Gerd tog sin studentereksamen i 1956 fra Øregård Gymnasium startede derefter på Københavns Universitet og senere Århus Universitet. I 1963 blev hun mag.scient. fra Århus Universitet. Hun fortsatte som forskerstuderende i USA og blev i 1966 ph.d. ved Stanford University i Californien. I 1975 forsvarede hun disputats ved Københavns Universitet og blev den første danske kvinde herhjemme, der skrev en doktorafhandling i matematik.

## Matematisk speciale
I 1966, da hun kom hjem fra sit USA-ophold, blev hun ansat som adjunkt ved Matematisk Institut på Københavns Universitet, hvor hun siden har gjort karriere.
Både før og efter sin disputats (Halvbegrænsethed og andre egenskaber ved normale randværdiproblemer for partielle differentialoperatorer) har Gerd's speciale handlet om partielle differentialligninger. Dvs. ligninger, der f.eks. beskriver væskers bevægelse omkring et skibsskrog og luftstrømmes turbulenser omkring en flyvinge. Hun har dog kun beskæftiget sig med den såkaldte 'rene' matematik og overladt de praktiske applikationer til andre.
Igennem sin karriere har hun været produktiv og udgivet mere end 70 artikler i internationale tidsskrifter. Derudover har hun også udgivet lærebøger og værket Calculus of Pseudo-Differential Boundary Problem i 1986.
I 1975 blev hun dr.phil. og i 1988 æresdoktor ved universitetet i Reims, Frankrig.

## Privatliv
I 1969 blev hun gift med kollegaen Knud Lønsted og sammen fik de børnene Vilhelm (1974) og Lea Johanne (1976). Parret blev skilt i 1992.